# Calyciphora xanthodactyla
Calyciphora xanthodactyla is een vlinder uit de familie vedermotten (Pterophoridae). De wetenschappelijke naam is voor het eerst geldig gepubliceerd in 1833 door Treitschke.
De soort komt voor in Europa.